# Nelson Müller

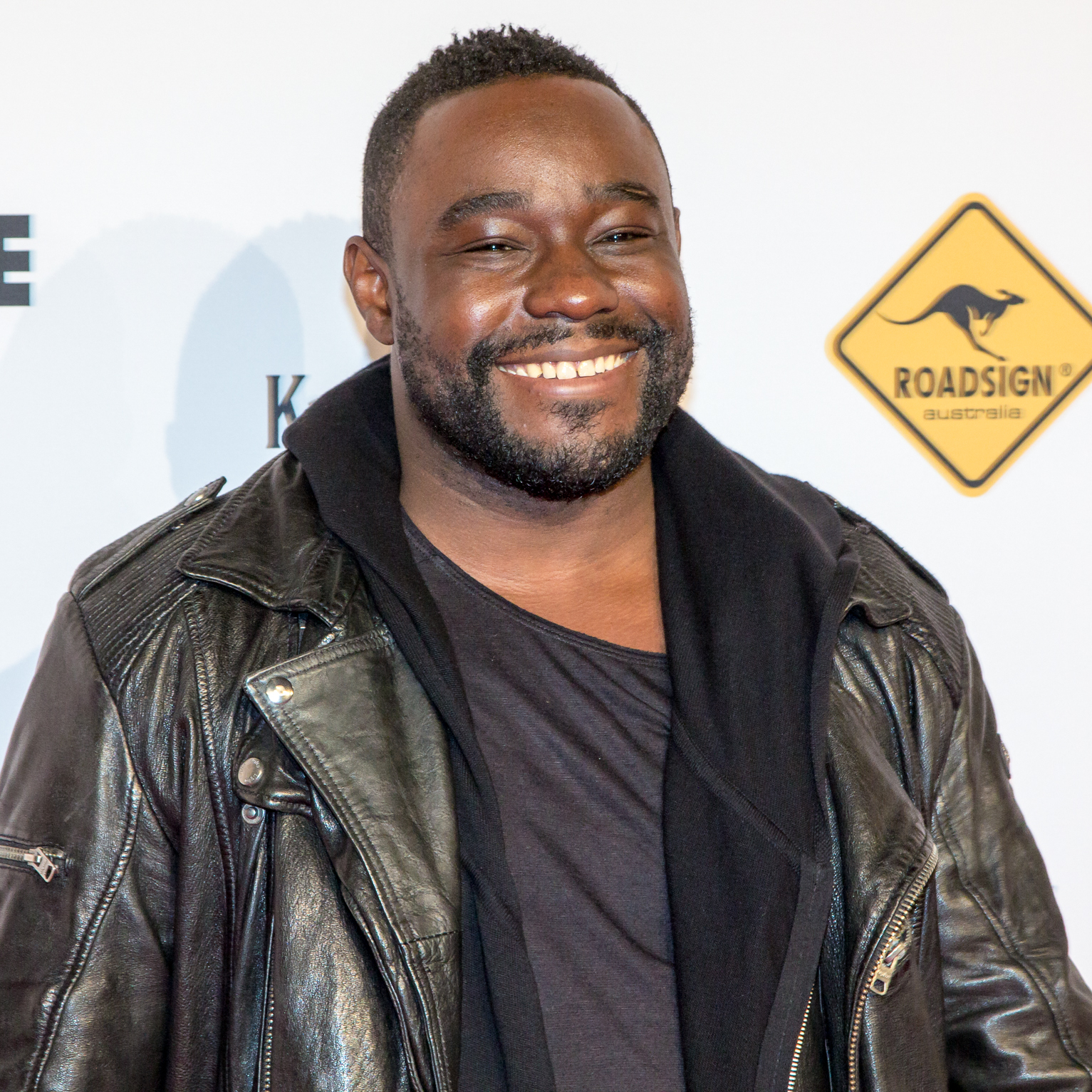
Nelson Müller (2015)

Nelson Müller (* 13. Februar 1979 als Nelson Nutakor in Breman Asikuma, Central Region, Ghana) ist ein deutscher Koch, Gastronom, Moderator und Sänger.

## Biografie

### Privates
Müller ist der Sohn ghanaischer Eltern. Er kam als Kleinkind nach Deutschland, wo er in einer deutschen Pflegefamilie in Stuttgart-Plieningen aufwuchs und die Realschule in Filderstadt-Bernhausen besuchte. Er verwendete den Familiennamen seiner Pflegeeltern, Müller, anfangs als Künstlernamen. Im Februar 2013 wurde er von seinen Pflegeeltern adoptiert und nahm den Nachnamen offiziell an. Nelson Müller lebt in Essen.

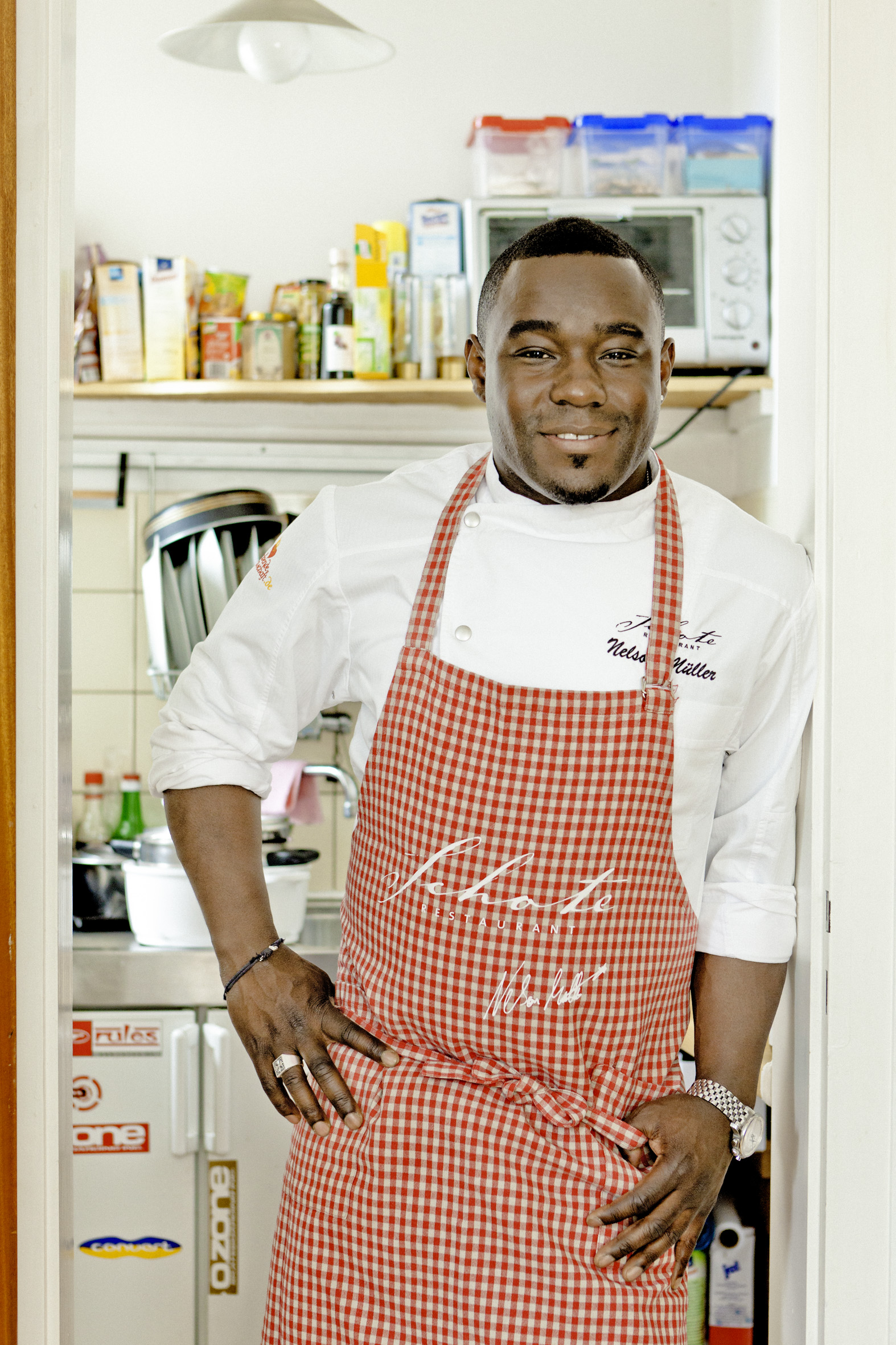
Nelson Müller (2011)

### Karriere
Nach seiner Ausbildung zum Koch in der Fissler-Post in Stuttgart-Plieningen und im Veneto unter Holger Bodendorf in Wenningstedt auf Sylt arbeitete Müller in den Sterne-Restaurants Résidence von Henri Bach in Essen und Orangerie von Lutz Niemann im Maritim-Hotel Timmendorfer Strand. Seit September 2009 ist er Inhaber des Restaurants Schote in Essen, das im November 2011 einen Stern vom Guide Michelin verliehen bekam. Zudem betreibt er seit Anfang 2014 am Essener Rüttenscheider Stern die Brasserie Müllers auf der RÜ mit Spezialitäten aus dem Ruhrgebiet. Das Restaurant Wallberg im Saalbau Essen gab er im März 2015 nach sechs Monaten wieder auf. Im Juni 2020 eröffnete Müller zusätzlich die Brasserie Müllers auf der Burg im Hotel Burg Schwarzenstein im hessischen Geisenheim. 2023 eröffnete er ein Restaurant auf Norderney.
Im November 2024 wurde bekannt, dass Müller das Restaurant „Schote“ in Essen schließt. Ende Mai 2025 wurde das neue „Schote“ mit der Brasserie „Müllers in der Mühle“ in Bergisch Gladbach zusammen mit dem Hotel Diepeschrather Mühle wiedereröffnet. Im Juni 2025 wurde dem Restaurant Schote der Michelinstern entzogen.

### Fernsehen
Nach einigen Auftritten im Lokalfernsehen des WDR (Die rote Schürze) wurde Müller als Fernsehkoch für das ZDF gecastet. Dort tritt er in verschiedenen Sendungen (Lanz kocht!, Die Küchenschlacht) als Koch, Moderator und Juror auf. Zudem wirkte er bei Deutschlands Meisterkoch auf Sat.1 mit. Daneben tritt er auch als Soulsänger und mit einer Band auf.
2015 drehte er für das ZDF die Dokumentationsreihe Nelson Müllers Landpartie. Es folgten weitere Dokumentationen wie Nelson Müllers Lebensmittelreport. Seit September 2017 ergänzt Müller die Jury der Show MasterChef rund um Ralf Zacherl, Sybille Schönberger und Justin Leone auf Sky. Ab Oktober 2017 trat Müller auch als Moderator der zunächst in zehn Folgen für ZDFneo produzierten Quiz-Sendung Kennste den? auf. 2020 nahm er als Nilpferd verkleidet an der dritten Staffel der ProSieben-Sendung The Masked Singer teil und belegte den dritten Platz. 2021 sang er mit Ramon Roselly den Titel Du bist alles, was ich will, eine deutsche Coverversion von You To Me Are Everything von The Real Thing. 2023 ersetzte er in der 11. Staffel von The Taste Frank Rosin als Hauptjuror.

## Filmografie
- 2015: Der Staatsanwalt (Fernsehserie, 1 Folge)
- 2024: SOKO Stuttgart (Fernsehserie, Folge Aufgetischt)
- 2024: Das Traumschiff – Phuket (Fernsehreihe)